# Periodo Clásico de América

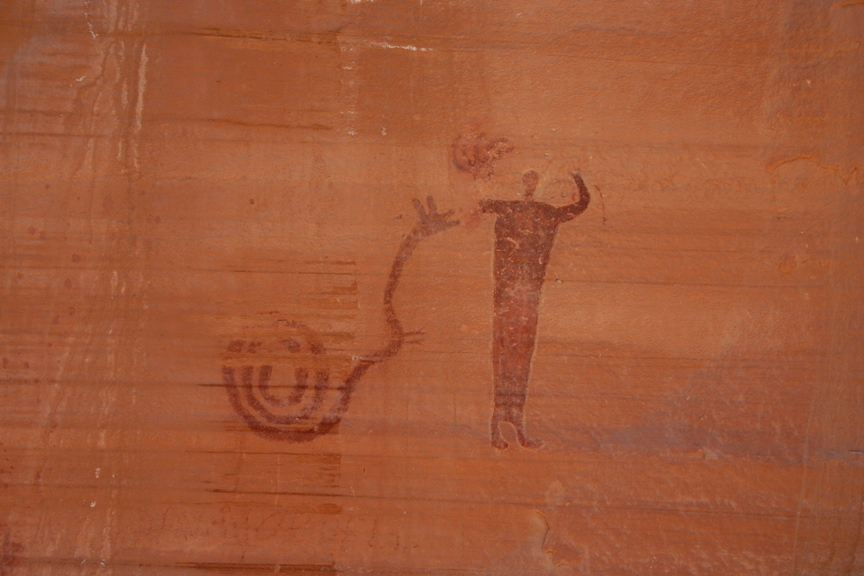
Detalle del panel de pictogramas Buckhorn en San
Swell, Utah.

El período Clásico de América corresponde al cuarto período en que se divide la historia precolombina de América para efectos de estudio, entre el 292 y el 900. Se trata de la era de esplendor de las civilizaciones más destacadas del continente, especialmente en Mesoamérica, como la Maya.
En el Antiguo Perú, se inicia con la aparición de los estados militarizados de las culturas Moche y Nazca:  de territorios reducidos a uno o pocos valles costeños con una fuerza militar regular. Posteriormente aparece en todo el Perú antiguo el influjo de la cultura Huari y el de la cultura Tiahuanaco en la zona cercana a la Meseta del Collao, incluyendo los valles de la costa sur.
Este periodo se caracteriza porque las civilizaciones crecieron, construyeron grandes ciudades utilizando grandes piedras que tallaron para tal fin. Mejoraron también las técnicas de agricultura,  orfebrería, metalurgia y cerámicas y sociales para su publicación.